# Общественная тишина и спокойствие (законодательство Российской империи)
Нарушение общественной тишины и спокойствия подразумевает соблюдение тишины с 22:00 до 7:00, предусмотренное 37 и 38 статьями Устава о наказаниях, налагаемых мировыми судьями. 37 статья имеет в виду частный вид такого нарушения — распространение, без политической цели, ложных слухов, возбуждающих беспокойство в умах, а равно напрасное причинение общей тревоги ударом в набат или иным образом. Деяния, караемые 37 статьёй (арест до 15 дней или денежное взыскание не свыше 50 руб.), требуют для своей наказуемости наличности умысла. Распространение ложных слухов не подходит под действие 37 статьи, коль скоро распространяемый слух представляется опасным или вредным лишь для отдельных лиц. Распространение общеопасных слухов может быть сделано посредством слова, печати, письма и т. д. Более важное практическое значение имеет 38 статья, заменившая собой ряд отдельных постановлений Уложения 1857 года (215, 1279—1283, 1622) (см. Буйство). Под действие статьи 38 подходит всё, что может нарушить спокойствие публики на улице или жильцов дома, произвести испуг, прервать занятия, разбудит ото сна и т. п. Сюда относятся, например, крик, шум, ругань, стук, звон, музыка, пение, даже громкий разговор и смех. Самое нарушение общественной тишины может произойти лишь там, где имеется публика; где её нет, хотя бы место и было публичное, там возможно только буйство или нарушение порядка. С другой стороны, для законного состава проступка вовсе не требуется, чтобы нарушение общественной тишины происходило в публичном месте; оно возможно и в частном жилище. Обвинение в оскорблении частного лица или в самоуправстве не исключает возбуждения дела по 38 статье, если оскорбление или самоуправство сопровождалось нарушением общественной тишины. Самое возбуждение дела по 38 статье происходит ex officio, независимо от жалобы потерпевшего лица.